# 열녀 밀양손씨 창녕성씨 정려
열녀 밀양손씨 창녕성씨 정려(烈女 密陽孫氏 昌寧成氏 旌閭)는 세종특별자치시 연동면 내판리, 상리마을에 있는 정려이다. 2014년 9월 30일 세종특별자치시의 향토문화유산 제24호로 지정되었다.

## 개요
열녀 밀양손씨 창녕성씨 정려(烈女 密陽孫氏 昌寧成氏 旌閭)는 조선시대 열녀 밀양손씨(密陽孫氏, 1838~?)와 그녀의 며느리인 창녕성씨(昌寧成氏, 1872~?)의 열행(烈行)을 세상에 널리 알려 칭찬하고 기억하기 위해 나라에서 하사한 명정(銘旌)을 현판(懸板)으로 걸어놓은 정문(旌門)이다.
밀양손씨는 어려서부터 효성이 깊고 심성이 곱고 반듯한 성품을 지녔다고 한다. 1853년(철종 4) 16세에 안동김씨(安東金氏) 집안의 김기철(金基喆, 1838~1854)과 혼인하였으나 불과 1년도 지나지 않아 남편이 죽고 만다. 당시 밀양손씨는 임신 4개월째였던 터라 남편을 따라 죽지 못하고 갓 태어난 아들을 키우며, 3년간 상(喪)을 치른다. 아들이 책을 읽는 동안에는 먼저 잠자리에 들지 않았고 바르게 키우기 위해 먹고 자는 일을 거르기도 하였다.
창녕성씨는 밀양손씨의 아들인 김성흠(金聖欽, 1854~1891)과 1889년(고종 26) 18세에 혼인하였다. 20세에 아들을 낳았지만 4개월 후에 남편이 죽었다. 어린 자식을 키우기 위해 남편을 따라 죽지 못하고 홀로계신 시어머니를 모시고 자식을 바르게 키우기 위해 항상 노력하였으며, 어려운 이들을 돕는 일도 소홀히 하지 않았다고 한다.
밀양손씨와 창녕성씨의 열행에 대해 지역의 유림(儒林)들이 글을 올려 1904년(고종 41)에 명정을 받고 그 이듬해에 정문이 세워지게 되었다. 정문은 정면 2칸, 측면 2칸의 규모로 공포(栱包)를 네 층이나 쌓은 다포형식(多包形式)에 겹처마와 팔작지붕을 하고 있다. 내부는 정면 1칸, 측면 2칸으로 나누었는데, 왼쪽에는 밀양손씨의 현판과 ‘兩世旌閭記(양세정려기)’가 걸려있고, 오른쪽에는 창녕성씨의 현판과 ‘烈女旌閭記(열녀정려기)’가 있다.